# Braniselj
Braniselj je priimek v Sloveniji, ki ga je po podatkih Statističnega urada Republike Slovenije na dan 1. januarja 2010 uporabljalo 61 oseb in je med vsemi priimki po pogostosti uporabe uvrščen na 6.517. mesto.

## Znani nosilci priimka
- Erika Braniselj (?—2013), pravnica, predsednica Notarske zbornice Slovenije
- Franc Braniselj (1917—2009), gospodarstvenik, politik in zbiralec mineralov
- Milena Braniselj (*1951), kiparka, likovna umetnica
- Jana Braniselj, arhitektka
- Katarina Braniselj, novinarka
- Rihard Braniselj (*1966), policist, pravnik, politik